# إيما برجلاند
إيما برجلاند (بالسويدية: Emma Berglund) (و. 1988  م) هي لاعبة كرة قدم، من السويد، ولدت في أوميو، شاركت في ألعاب أولمبية صيفية 2012، وكرة القدم في الألعاب الأولمبية الصيفية 2016، تلعب كمُدَافِعَة.

## روابط خارجية
- إيما برجلاند على موقع الاتحاد الدولي (مؤرشف)  (الإنجليزية)
- إيما برجلاند على موقع الاتحاد الأوربي (الإنجليزية)
- إيما برجلاند على موقع اتحاد السويد (السويدية)
- إيما برجلاند على موقع قاعدة بيانات كرة القدم.إي يو (الإنجليزية)
- إيما برجلاند على موقع Soccerway.com (الإنجليزية)
- إيما برجلاند على موقع عالم كرة القدم.نت (الإنجليزية)
- إيما برجلاند على موقع أوليمبيديا (الإنجليزية)
- إيما برجلاند على موقع اللجنة الأولمبية السويدية (السويدية)